# فريتز كاميرون تشرتش جونيور
فريتز كاميرون تشرتش جونيور (بالإنجليزية: Frederic Cameron Church, Jr.)‏ هو لاعب كرة قدم أمريكية أمريكي، ولد في 22 مايو 1897 في لوويل في الولايات المتحدة، وتوفي في 14 نوفمبر 1983 في بيفرلي في الولايات المتحدة.